# Jacqueline de Montbel d'Entremont
Jacqueline de Montbel d'Entremont est née le 16 février 1541 à Paris, dans une maison proche du Palais du Louvre. Elle est morte en prison au château d'Ivrée (Piémont) le 17 décembre 1599. Veuve en premières noces, elle se convertit au protestantisme et elle épouse en deuxièmes noces l'amiral Gaspard II de Coligny dont elle sera veuve après son assassinat au cours du massacre de la Saint-Barthélemy.

## Biographie
Amédée de Foras, auteur de l'Armorial et Nobiliaire de Savoie, relate que « …la célèbre Jacqueline de Montbel d'Entremont eut une bien malheureuse existence. Mieux aurait valu pour elle - au lieu d'être une riche héritière - naître dans la cabane du dernier de ses tenanciers. La raison d'État exigeait que l'héritière de grands fiefs sur la frontière franco-savoyarde, à proximité et sur la route de Genève, ne compromît pas la sûreté de la patrie en mettant ces fiefs, par son mariage, entre les mains d'un seigneur étranger… »

### Contexte historique 1536-1559

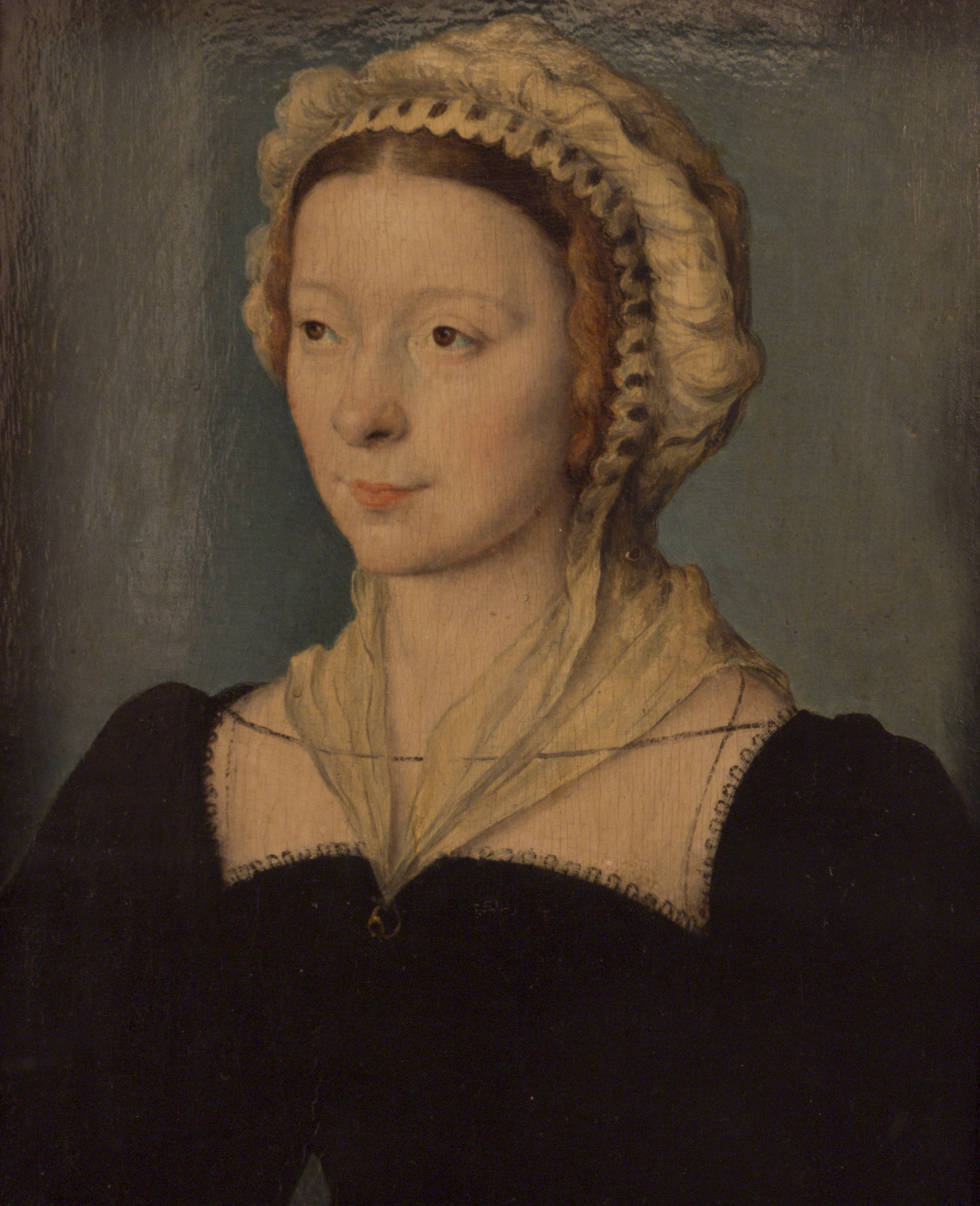
Portrait de Béatrix Pacheco d'Ascalona, mère de Jacqueline, par Corneille de Lyon

Jacqueline est la fille unique et l'héritière de la famille savoyarde de Montbel d'Entremont qui possède de nombreux fiefs en Savoie, en Bresse, en Bugey et en Piémont. Son père, Sébastien, comte d'Entremont et de Montbel, seigneur du Montellier, Natage, Saint-Maurice, etc., épouse le 17 septembre 1539 une jeune fille espagnole, d'ascendance portugaise , Dona Béatrix Pacheco d'Ascalana, fille de Jean, comte de Sifuente, duc d'Ascalana. Dona Béatrix est la demoiselle d'honneur de la reine Éléonore de Habsbourg (1498-1558), sœur de Charles Quint. La reine Éléonore, veuve du roi Manuel Ier de Portugal (1469-1521), épouse en deuxièmes noces en 1530 le roi de France François Ier (1494-1547) et vient s'établir avec sa suite espagnole au Palais du Louvre.
Depuis l'occupation en 1536 du duché de Savoie par les troupes françaises de François Ier, puis de son fils Henri II, les seigneurs savoisiens sont généralement invités à la cour de France. La chute du duc Charles III de Savoie, obligé de s'exiler à Nice, les contraint à abandonner Turin pour rejoindre le roi François Ier. C'est ainsi que le comte Sébastien de Montbel, chevalier de l'Ordre de l'Annonciade et chambellan de la reine Éléonore, rencontre Béatrix Pacheco et qu'il l'épouse à Paris en 1539. Leur fille Jacqueline est née à Paris le 16 février 1541, dans une maison proche du Palais du Louvre. et va passer sa première enfance à la cour du Louvre, jusqu'à l'âge de six ans.
Lorsque le roi François Ier meurt en 1547, la reine Éléonore, sa veuve, va se réfugier avec sa suite dans les Pays-Bas espagnols, chez sa sœur, Marie de Hongrie (1505-1558). La jeune Jacqueline, à la garde de sa mère, va être formée à la cour de Bruxelles jusqu'à l'âge de seize ans, en 1557, date à laquelle elle est désignée pour être demoiselle d'honneur de la princesse Marguerite de France (1523-1574), sœur du roi Henri II, future duchesse de Savoie par son mariage avec le duc Emmanuel-Philibert de Savoie. Jacqueline va donc retrouver le palais du Louvre en 1557, à l'âge de seize ans, pendant que sa mère rejoint le château de Saint-André de Briord en Bugey.
En 1559, le duc Emmanuel-Philibert de Savoie, fils de feu le duc Charles III, obtient la libération de son pays après avoir vaincu les Français à la bataille de Saint-Quentin (1557). Par les traités du Cateau-Cambrésis du 2 avril 1559, Emmanuel-Philibert va réussir à obtenir l'évacuation progressive des troupes françaises de ses domaines de Savoie et du Piémont, mais il va devoir à tout prix défendre les positions de son pays vis-à-vis des protestants genevois qui s'infiltrent en Savoie et des Français qui conservent certaines positions stratégiques et qui convoitent ses domaines frontaliers. Il entame son règne en rassemblant les notables savoyards qui ont servi la France au cours des vingt-cinq dernières années d'occupation et en leur confiant les postes de la nouvelle administration savoyarde et de son armée. Il va également interdire aux femmes de la noblesse savoyarde de se marier avec des étrangers ou avec des protestants, afin que les fiefs de Savoie ne soient pas séparés de la couronne. Pour témoigner tout le prix qu'il attache au rapprochement du comte de Montbel, le duc de Savoie lui demande de lui remettre de ses propres mains le collier de l'ordre suprême de la Très Sainte Annonciade. Cet insigne honneur est accompagné de deux exigences: Jacqueline, en âge de se marier, doit épouser un seigneur savoyard de son rang et de religion catholique. Il y va de la sûreté des États de Savoie.
La cour de France est devenue un champ d'intrigues entre protestants et catholiques jusqu'au 30 juin 1559, date de la mort accidentelle du roi Henri II, blessé lors du tournoi qu'il venait d'organiser en l'honneur du mariage de sa sœur Marguerite avec le duc Emmanuel-Philibert de Savoie. Son fils, François II, époux de Marie Stuart, lui succède sur le trône de France à l'âge de 15 ans. Il confie la gestion du pays aux princes de la Maison de Guise qui trouvent les caisse vides en arrivant et décident d'éloigner la plupart des personnages de l'ancienne cour du Louvre. Les guerres de religion s'accentuent sous le nouveau règne qui va s'interrompre brutalement le 5 décembre 1560, date de la mort du jeune roi François II. Lui succède sur le trône son frère cadet âgé de 10 ans ! Le nouveau roi Charles IX va régner sous la tutelle de sa mère, Catherine de Médicis, régente du royaume, dans un climat de guerres de religion exacerbé qui va aboutir au massacre de la Saint-Barthélemy, le 24 août 1572.

### Premier mariage
Au milieu de cette tourmente d'État, Jacqueline, à peine âgée de vingt ans, va être mariée par sa mère à un seigneur français, sans tenir compte des exigences du duc de Savoie. Béatrix Pacheco, comtesse d'Entremont, jette son dévolu sur le cousin de Diane de Poitiers, ancienne dame d'honneur de la reine Éléonore : Claude de Bastarnay, comte du Bouchage, baron d'Anthon, fils de René de Bastarnay (petit-fils d'Imbert) et d'Isabelle de Savoie (fille de René de Savoie, dit le Grand Bâtard de Savoie). Dans son Histoire de la Bresse et du Bugey, Samuel Guichenon, relate que le mariage « a eu beaucoup de peine à réussir parce que la comtesse Jacqueline étant extraordinairement riche et puissante en terres, le duc de Savoye, son prince naturel, désira la marier à quelqu'un de ses États. Mais, le roi Charles IX ayant écrit en faveur du comte du Bouchage, leur mariage fut accompli le 16 février 1561 ».
Le mariage restera stérile, étant précisé que le comte du Bouchage est éloigné en permanence de sa jeune épouse du fait de sa participation aux guerres de religion, en tant que combattant catholique. Il meurt à la bataille de Saint-Denis, lors du conflit entre les troupes catholiques royales et les troupes protestantes dirigées par le futur second époux de Jacqueline, Gaspard II de Coligny, le 26 septembre 1567

### Conversion au protestantisme
Jacqueline, veuve, est réfugiée chez sa mère, au château de Saint-André de Briord, en Bugey savoyard, actuel département de l'Ain.
Elle rencontre son vieil ami Marc-Claude de Buttet, et Théodore de Bèze, autrefois attachés à la  Brigade des poètes précédant La Pléiade de Ronsard, qu'elle a connus autrefois à la cour du Louvre. Marc-Claude de Buttet, poète savoisien, a pris sa retraite dans son village de Tresserve, au bord du Lac du Bourget. Théodore de Bèze est devenu ministre du culte protestant à Genève. Son éloquence et sa force de conviction sont restés célèbres. Il réussit sans peine à convertir la comtesse d'Entremont à la religion réformée. Elle va officiellement abjurer la religion catholique, au grand dam du duc de Savoie.

### Second mariage
Théodore de Bèze est en relation très suivie avec l'amiral Gaspard de Coligny, chef des protestants de France. Il a en effet participé au colloque de Poissy entre le 9 et le 26 septembre 1561, en compagnie de l'amiral, face aux théologiens catholiques. Depuis cette époque, tous les actes de Coligny sont influencés par le ministre du culte de Genève.
Le 3 mars 1568, meurt Charlotte de Laval, épouse de Gaspard de Coligny. Elle lui a donné huit enfants et il ressent cruellement cette perte. Théodore de Bèze conseille à Jacqueline de se remarier avec l'amiral. Elle le connaît bien pour l'avoir rencontré à plusieurs reprises à la cour du Louvre, depuis son retour de la cour de Bruxelles en 1557. Sa mère, Béatrice Pacheco, était dame d'honneur de la reine Éléonore, en compagnie de la mère de Gaspard. Elle l'a bien connu adolescent à la cour du Louvre en 1530.
L'amiral de Coligny ne manifeste aucun enthousiasme à cette proposition, car il estime que Jacqueline a une trop grande différence d'âge (23 ans). En outre, il a été grièvement blessé au visage par une arme à feu à la bataille de Moncontour le 3 octobre 1569 et en conserve des séquelles. Enfin, son esprit est préoccupé par les batailles qu'il doit soutenir. Mais Théodore de Bèze insiste en écrivant à Renée de Ferrare: « Mme d'Entremont est une dame douée de vertus et dons de Dieu très rares, et l'un des plus riches joyaux du pays qu'elle habite ». Théodore de Bèze insiste auprès de Coligny pour« aider à cette union comme il plaisait à Dieu ». Et il parvient à convaincre l'intrépide chef de guerre protestant.
En grand secret, Jacqueline part à cheval avec une petite escorte et traverse la France sans rencontrer d'obstacles. Elle et son fiancé signent leur contrat de mariage chez le comte François III de La Rochefoucauld le 24 mars 1571, en présence de Jeanne d'Albret, Henri de Navarre, François de Bourbon-Conti et de Louis de Nassau. La bénédiction nuptiale eut lieu le lendemain 25 mars à La Rochelle, fief des protestants.
En vain, le duc de Savoie, pour empêcher cette alliance, avait défendu à tous ses sujets de se marier avec des étrangers sans son consentement, sous peine de confiscation de leurs biens. Les chroniqueurs de l'époque rapportent que « la comtesse d'Entremont, uniquement sensible au mérite de Coligny, avait résolu de sacrifier, s'il le fallait, la plus brillante fortune à l'avantage de l'avoir pour époux ».

### La Saint-Barthélémy
Jacqueline, enceinte de quatre mois, se repose, en sécurité dans le château de Châtillon. L'amiral en confie la garde à ses fidèles troupes protestantes, ayant été prévenu des menaces d'attentat qui visent sa famille. Il est, en effet, accusé d'avoir commandité l'attentat contre le duc de Guise et, bien qu'il s'en défende, il est poursuivi par la haine tenace du clan de Guise et du parti catholique.
L'amiral de Coligny est invité à Paris à la tête d'une délégation de seigneurs protestants pour assister au mariage de la sœur du roi Charles IX, Marguerite de Valois et de son cousin Henri de Navarre, futur roi Henri IV. Un attentat contre Coligny a lieu le 22 août 1572:  l'amiral est seulement blessé d'un trait d’arbalète au bras. Mais, la menace ne semble pas l'impressionner pour autant et il ne prend aucune précaution particulière pour se protéger, alors qu'il doit soigner sa cruelle blessure à l'Hôtel de Ponthieu. Il semble résigné et fataliste. En pleine nuit du 23 au 24 août 1572, a lieu le massacre de la Saint-Barthélemy dont il sera la première victime. Les historiens estiment le nombre de victimes protestantes à 5000 sur Paris et à environ 10000 en Province.
La veille de l'attentat, Gaspard écrivait une dernière lettre à Jacqueline: « Ma Mie, je vous fais ce mot pour vous avertir que ce jourd'hui les noces de Madame, sœur du roi, ont été faites…Si je ne regardais que mon contentement, j'aurais bien plus de plaisir à vous aller voir que je n'ai d'être en cette cour pour beaucoup de raisons que je vous dirai…Il s'est passé plusieurs petites particularités que je remettrai à vous conter mais que je vous voie…Et cependant, moi je prie Notre Seigneur, ma fille, ma mie, vous avoir en sa sainte garde. Mandez comme se porte le petit ou la petite ».

### Madame l'Amirale de Coligny
Jacqueline de Montbel d'Entremont, est veuve de l'amiral Gaspard de Coligny, assassiné le jour de la Saint-Barthélémy, le 24 août 1572 : elle sera désormais connue sous le nom de Madame l'Amirale de Coligny. Enceinte de quatre mois, elle réside au château de Châtillon, entourée de ses beaux-enfants, nés du premier mariage de l'amiral. Redoutant l'intrusion des assassins de son mari, elle envoie en Suisse, sous bonne escorte, François et Odet de Coligny, âgés de 15 et 12 ans. Là, ils seront placés sous la protection des huguenots de Berne. Le lendemain, les cavaliers du roi se présentent et arrêtent le petit Charles de Coligny, âgé de huit ans, que Jacqueline avait jugé trop jeune pour accompagner ses frères dans leur chevauchée. Il sera élevé dans l'entourage de la cour royale. Les domestiques du château de Châtillon sont mis en prison et Jacqueline, assistée de sa belle-fille, Louise de Téligny et de deux servantes, doit attendre le verdict du roi et de Catherine de Médicis : ce sera l'expulsion du royaume de France. Une escorte de vingt-cinq cavaliers accompagne madame l'Amirale de Coligny, et sa belle-fille Louise, à la mi-septembre 1572, jusqu'au château de Saint-André de Briord, où l'attend sa mère, Béatrice Pacheco, veuve du comte Sébastien de Montbel d'Entremont. Jacqueline se retrouve donc en Bugey, territoire savoyard placé sous la souveraineté du duc Emmanuel-Philibert de Savoie.
Le 21 décembre 1572, Jacqueline donne le jour à une petite fille que l'on nomme Béatrice, en hommage à sa grand-mère. L'une des conditions du retour de madame l'amirale de Coligny en Savoie, était non seulement sa conversion au catholicisme, mais encore le baptême catholique de son enfant. Le baptême est célébré sans festivité, presque en secret, dans l'église paroissiale de Saint André-de-Briord, en présence de sa grand-mère et de quelques serviteurs. On ne tint aucun compte du souhait de Coligny qui avait désigné pour parrain, son ami, Frédéric III, comte de Palatin, qui en Rhénanie ignorait la naissance de la petite-fille.
À peine remise de ses couches, madame l'amirale de Coligny confie sa fille Béatrice à une nourrice, sous la surveillance de sa grand-mère Pacheco: Louis Milliet, président du Sénat de Savoie, réussit à persuader le duc de ne pas envoyer l'enfant à la cour de Turin, comme il en avait l'intention. Mais Jacqueline se livre à tous les excès que redoutaient les conseillers du duc de Savoie : elle refuse ouvertement d'abjurer la religion réformée, se met en relation épistolaire avec les protestants de Bâle, reçoit les émissaires de Genève et, dès le 15 janvier 1573, mandate le polémiste François Hotman afin qu'il publie une biographie à la gloire de feu l'amiral de Coligny.
Devant le risque de voir les fiefs frontaliers des Montbel tomber entre les mains des hérétiques étrangers à la Savoie, en cas de projet de remariage de la veuve de Coligny, le duc de Savoie lui propose de venir clarifier sa situation à Turin. Jacqueline est séduite par cette proposition, car elle a gardé un appui appréciable à la cour de Turin : Marguerite de France, duchesse de Savoie, dont elle fut demoiselle d'honneur autrefois à la cour du Louvre. La duchesse de Savoie conserve d'excellentes relations avec les familles protestantes et les aide secrètement de ses subsides.
Parvenue le 22 février 1573 avec son escorte savoyarde au col du Mont-Cenis, madame l'amirale de Coligny a la surprise d'apprendre que le duc l'attend à Nice où il est en déplacement. Elle est alors contrainte de le rejoindre à Nice, sous la garde de douze archers piémontais commandés par le niçois André Provana de Leyni. Jacqueline est emprisonnée dans la forteresse de Nice dès son arrivée, le 8 mars 1573, après un périple en mer. La séquestration de madame l'amirale de Coligny provoqua un mouvement d'indignation générale, l'envoi de nombreux ambassadeurs et émissaires mandatés par les calvinistes ou par sa mère, Béatrix Pacheco: Rien n'y fit. Le duc restait intraitable et attendait une rétractation et un engagement en bonne et due forme de la part de cette rebelle obstinée ! 
Après de nombreuses manœuvres et un aller-retour jusqu'à la cour de Turin, Jacqueline avait systématiquement refusé d'abjurer dans les formes imposées par le duc et la hiérarchie catholique. Un événement nouveau vient modifier son attitude : La duchesse de Savoie, conciliatrice et médiatrice très estimée de Jacqueline, est morte à Turin le 15 septembre 1574. Elle ne laissera que des regrets à ses sujets. Ne pouvant plus compter sur son aide, madame l'amirale de Coligny va enfin abjurer la foi calviniste le 7 avril 1575 entre les mains de l'évêque de Nice, François de Lambert. Puis, elle signe le traité de Nice du 1er mai 1575 qui va la rendre à une liberté surveillée après deux ans et trois mois de réclusion.

### Traité de Nice du1ermai 1575

#### Assurance que S.A. entend avoir de la Comtesse d'Entremont
- 1° Que partant d'ici avec bon congé de S.A., elle ira trouver sa mère (Dona Béatrix Pacheco) et se retirera dans sa maison par le chemin que S.A.lui commandera et ne sortira de des maisons ni des états de S.A. sans en avoir premier congé de la main de Sadite Altesse ;
- 2° Plus que dores en avant, elle fera profession de la vraie religion catholique romaine, selon ce qu'elle a promis et juré entre les mains de Monsgr l'Évêque de Nice, sans y contrevenir aucunement ;
- 3° Plus qu'elle ne traitera en façon quelconque ou fera traiter de se marier sans en avertir premier S.A. et en avoir sur ce son bon plaisir et congé signé de la main de S.A. ;
- 4° Plus qu'en cas de mariage entre sa petite fille et le fils du marquis d'Este ou par cas de mort, que Dieu ne veuille, ou d'autre légitime empêchement ne vint à sortir son effet, elle ne traitera aucun mariage pour sadite fille, sans en avoir le bon plaisir et congé de S.A. signé de sa main ;
- 5° Plus que venant ou non ledit mariage, ladite comtesse promettra que quand sa dite fille sera d'âge de sept à huit ans, elle la fera venir en cour pour être auprès de la dame qui, pour lors, sera la princesse ou maîtresse ;
- 6° Toutes lesquelles choses susdites, ladite comtesse promettra d'observer inviolablement, à peine de la confiscation de tous ses biens présents et à venir, lesquels en cas de contravention seront commis et échus à la Chambre Ducale. Comme aussi répondra pour elle de l'observation des choses susdites, Mme d'Entremont, sa mère, obligeant pour cet effet tous ses biens présents et futurs lesquels, en cas de contravention comme dessus, seront échus à la Chambre Ducale ;
- 7° Répondra aussi pour elle de l'observation des choses susdites, le seigneur de Leyny pour la somme de 15,000 écus, desquels en cas de contravention, il fait donation à la Chambre Ducale

Suivent les signatures: Jacqueline d'Entremont promet comme dessus./ Io sottoscritto presente. Thomas Valperga./ Io Luchino di Bagnolo a quanto di sopra fui presente.
Fait au château de Nice, dans la chambre auprès de la galerie du donjon en présence que dessus, le premier jour de mai 1575 (contresigné : Caluso)
- Dame Béatrix Pacheco, comtesse douairière de Montbel, veuve de Sébastien de Montbel, chevalier de l'Ordre de Savoie, cautionne pour l'exécution de sa promesse sa fille Jacqueline, sur la garantie de ses propres biens. Acte reçu au château de Saint-André de Briord, où habite ladite dame douairière, au poille neuf derrière la cuisine, le 17 mai 1575, en présence de N° Pierre de Bienvenu, seigneur de Martel, de N° Antoine de Montbel, maître d'Hôtel de la dite dame douairière, de M° Claude Chambon, huissier au Souverain Sénat de Savoie et de Jean Dunant, de Chambéry, mon clerc. signé: François Trollieri, notaire[19].

### La vie de cour à Turin entre deux prisons
De 1575 à 1594, Jacqueline, redevenue officiellement comtesse de Montbel d'Entremont, va renouer avec la vie de la cour de Turin. Elle participe à tous ses fastes et à ses intrigues multiples et elle met au monde en grand secret, en février 1578, une fille naturelle, qu'elle baptise sous le prénom de Marguerite, par fidélité au souvenir de la duchesse de Savoie. Cette naissance restera d'autant plus secrète qu'il s'agit du fruit de sa liaison coupable avec le duc Emmanuel-Philibert de Savoie. L'enfant est adopté par une sœur d'André Provana de Leyni, Cassandre, comtesse de None. Le secret est si bien gardé que seuls les historiens du XIXe siècle découvriront la vérité.
Le temps passe : le duc Emmanuel-Philibert de Savoie meurt le 30 août 1580. Son fils, Charles-Emmanuel Ier de Savoie lui succède à l'âge de 18 ans et multiplie les maladresses vis-à-vis de ses voisins français et genevois. Les intrigues vont continuer à se développer à la cour de Turin. La comtesse d'Entremont est fortement soupçonnée d'entretenir des relations secrètes avec Henri IV, depuis l'abjuration et le sacre du roi de France à Chartres le 27 février 1594. Mise en accusation de sorcellerie, défendue par le cardinal d'Ossat, elle est emprisonnée dans la forteresse de Moncalieri à Turin. Elle est ensuite lavée du soupçon de sorcellerie, mais accusée de trahison. Le 17 avril 1598, le duc la fait transférer en prison à Ivrée.
Malgré les interventions du roi Henri IV en sa faveur, Jacqueline d'Entremont restera en prison jusqu'au 17 décembre 1599, date de sa mort, à l'âge de 58 ans. Suivant les mots du cardinal d'Ossat, il semble qu'elle ait accepté les sacrements de l'église catholique. On ignore le lieu de sa sépulture. Il aurait suffi qu'elle vive treize mois de plus pour devenir vassale du roi de France : par le traité de Lyon du 17 janvier 1601, le duc Charles-Emmanuel Ier de Savoie cédait définitivement au roi Henri IV la Bresse, le Bugey le Valromey et le pays de Gex.

## Succession
- Béatrice de Coligny, (Fille de Jacqueline de Montbel d'Entremont), comtesse de Montbel d'Entremont, (1572-…), épouse le 30 novembre 1600 Claude-Antoine Bon, seigneur baron de Meuillon. (…-1618), auquel passent les fiefs et le nom de Montbel.

- - François Bon, dit d'Albon, comte de Montbel et d'Entremont, épouse Madeleine du Tillet.

- -     - Françoise Bon de Meuillon, dite de Montbel d'Entremont, épouse Louis de Romilly, marquis de La Chesnelaye.

- -     -       - Marie-Charlotte de Romilly de La Chesnelaye, (1671-1737), comtesse d'Entremont, épouse Guillaume-François-Antoine de L'Hospital, marquis de Saint-Mesme, devenu comte d'Entremont par son mariage.

- -     -       -         - Charlotte-Sylvie de L'Hospital, épouse le 30 janvier 1741, Claude-Joseph de Chevriers, seigneur de La Fléchère, Tanay, etc.

- -     -       -         -           - Anne-Syllvie-Raymonde de Chevriers, vend Le Montellier en 1781. Sans alliance ni postérité connues.